# Juncaria dorsivitta
Juncaria dorsivitta är en fjärilsart som beskrevs av Walker 1858. Juncaria dorsivitta ingår i släktet Juncaria och familjen nattflyn. Inga underarter finns listade i Catalogue of Life.